# گمینا اوشوینچیم
گمینا اوشوینچیم (به لهستانی:  Gmina Oświęcim) یک گمینا در لهستان است که در شهرستان اوشوینچیم واقع شده‌است. گمینا اوشوینچیم ۷۴٫۴۷ کیلومتر مربع مساحت و ۱۶٬۷۰۸ نفر جمعیت دارد.